# Нерия, Юваль
Юва́ль Нерия́ (ивр. יובל נריה‎, род. 9 июля 1952, Холон, Тель-Авивский округ) — профессор медицинской психологии на кафедрах психиатрии и эпидемиологии в Медицинском центре Колумбийского университета (CUMC), директор Программы по травмам и ПТСР, а также научный сотрудник в Психиатрическом институте штата Нью-Йорк (NYSPI) и на кафедре психиатрии Колумбийского университета. За свои подвиги во время Войны Судного дня 1973 года он был награждён Медалью за героизм, высшей наградой Израиля. 

## Ранние годы
Нерия вырос в Израиле и провёл детство в городе Холон со своей младшей сестрой Нурит и двумя родителями, Ципорой и Яковом Нерия. В возрасте 18 лет он вступил в израильскую армию и впоследствии участвовал в Войне Судного дня 1973 года и Ливанской войне 1982 года. В Войне Судного дня его действия в качестве командира танка на Синайском фронте (где в нескольких боях его танк был подбит, но он продолжал сражаться, приняв командование над 10 различными танками, прежде чем был ранен и эвакуирован) принесли ему Медаль за героизм, высшую награду за боевую храбрость в Израиле. На момент награждения Ювалю было 22 года. 
Политические взгляды Нерии во многом сформировались под влиянием его военного опыта. Он был одним из основателей израильского низового движения «Шалом ахшав» (дословно — «Мир сейчас»), которое стремилось содействовать примирению между Израилем, палестинцами и арабскими странами. Нерия опубликовал военный роман «Огонь» (Zmora Bitan, 1986) (на иврите — «Эш»), основанный на его болезненном опыте Войны Судного дня 1973 года, а позднее принимал участие в работе по совершенствованию политики в отношении охраны психического здоровья вернувшихся ветеранов войны и военнопленных с посттравматической психопатологией.

## Образование и карьера
Нерия закончил обучение по философии (бакалавр), политологии (бакалавр) и клинической психологии (магистр) в Еврейском университете в Иерусалиме и получил докторскую степень (PhD) по психологии в Хайфском университете, Израиль, в 1994 году. Он был удостоен стипендии Алона для выдающихся молодых исследователей от Израильского совета по высшему образованию (CHE) и работал в Тель-Авивском университете с 1995 по 2001 год. Осенью 2001 года, после терактов 11 сентября, он переехал в Нью-Йорк вместе со своей женой Марианой, клиническим психологом, и тремя детьми, и начал работать в Колумбийском университете в Нью-Йорке.

## Исследования
Линия исследований Нерии была сосредоточена на эмоциональных последствиях воздействия травматических событий. Он провёл многочисленные исследования среди израильских ветеранов и военнопленных, переживших теракты 11 сентября, малообеспеченных пациентов первичной медико-санитарной помощи, подвергшихся терактам 11 сентября в Нью-Йорке, и молодых людей, подвергшихся продолжающимся ракетным атакам на юге Израиля. Хотя его основное внимание было сосредоточено на изучении посттравматического стрессового расстройства (ПТСР), его исследования показали, что последствия психологической травмы не ограничиваются ПТСР и часто приводят к другим расстройствам, включая биполярное расстройство, генерализованное тревожное расстройство (ГТР), большое депрессивное расстройство (БДР), злоупотребление психоактивными веществами и алкоголем, пограничное расстройство личности, функциональные нарушения и физические расстройства. 
Лаборатория Нерии в Колумбийском университете и Институте физиологии и психиатрии штата Нью-Йорк занимается выявлением биомаркеров ПТСР, которые могут помочь в диагностике и разработке методов лечения. В частности, сотрудники лаборатории используют мультимодальную магнитно-резонансную томографию (МРТ) для описания изменённых связей между участками гиппокампа, связей между размером гиппокампа и результатами лечения, а также ряда измеримых, функциональных и структурных изменений в мозге пациентов с ПТСР после лечения. В публикации 2021 года в American Journal of Psychiatry Нерия описал ключевые открытия в области нейронауки ПТСР и их применение в клинических условиях. 